# TV Tropes
TV Tropes eller Television Tropes & Idioms er en wiki-baseret hjemmeside centreret om ting, der går igen i fiktion. Det vil sige koncepter for historier, fortællertricks, miljøer, arketyper og andre ting som læsere/seere kender og kan forholde sig. Disse ting kaldes på engelsk tropes (trope, billedligt udtryk), heraf sidens navn. Det skal dog bemærkes, at man beskæftiger sig med alle former for fiktion og ikke som navnet antyder kun tv.
Siden er skrevet af brugerne i lighed med Wikipedia (der typisk omtales som "The Other Wiki", den anden wiki), men i modsætning til denne stiller man dog ingen krav om notabilitet og citering. Til gengæld ønsker man ikke at være et sted, der gør grin med klichéer eller andres værdier. Eller som man skriver på forsiden: "We are not looking for dull and uninteresting entries. We are here to recognize tropes and play with them, not to make fun of them." (Vi er ikke på udkig efter dumme og uinteresante bidrag. Vi er her for at genkende trope og lege med dem.) Mens det under siden om god stil hedder "Practice understatement. Use plain language. Be bold and be nice. Extra points for funny." (Praktiser underdrivelser. Brug jævnt sprog. Vær kæk og vær venlig. Ekstra point for sjov.)
Sidens sprog er som udgangspunkt engelsk, men der findes også beskedne versioner på bl.a. tysk, spansk, fransk, norsk, finsk, svensk, polsk og esperanto. Forsiden blev oversat til dansk 23. oktober 2010, men det førte dog ikke umiddelbart til andre sider på dansk.

## Indhold
TV Tropes sider fordeler sig på opslag om tropes, om begreber, om bestemte film, serier, romaner etc. og om brugerne selv (en sådan kaldes troper) foruden nogle sider af intern karakter. Man er åben for ting fra hele verdenen, men generelt dominerer medier af amerikansk og britisk herkomst sammen med computer-/videospil, anime og manga.

### Tropes
En trope er en ting, arketype eller andet element, der går igen i fiktion. De fordeler sig mellem forskellige overordnede emner så som kamp, død, familie, mad, erindringer, politik og skole, i det en del tropes hører til under flere emner. Efter behov kan der desuden være tale om yderligere sortering.
Der hersker flere systemer for navngivning af tropes. Nogle som "Evil Uncle" (ond onkel) er selvforklarende, mens andre spiller på udtryk (f.eks. "Shoot Everything That Moves" (Skyd alt hvad der rører sig)) eller kendte eksempler (f.eks. "Cain And Abel" (Kain og Abel)). I atter andre tilfælde er navnene afledte. F.eks. har princippet i "Chekhov's Gun" (Tjekhovs gevær) om ting, der introduceres tidligt men først bliver vigtige senere, afledt så forskellige ting som "Chekhov's Boomerang", hvor tingen kommer i brug igen, og "Chekhov's Gunman", hvor det er en person, det drejer sig om.
Den enkelte trope indledes med en beskrivelse eventuelt suppleret med et par citater, eksempler og afgrænsning. De fleste er forholdsvis seriøse, men nogle er dog mere humoristisk dramatiske. Som for eksempel opslaget "The Alcatraz" om officielt flugtsikre fængsler som det titulære nu nedlagte amerikanske statsfængsel Alcatraz:
"Greetings, convicts. Welcome to The Alcatraz. Around here, we like to call this place "The Rock". I'm sure you've heard of this place. We're on an island surrounded by boiling acid that just happens to be infested with sharks. ... You try to escape, and you're likely to end up a blackened skull, if that. There's no hope for any of you. ... Well, except for you, Mr. Protagonist and your intrepid group of friends."
(Velkommen, fanger. Velkommen til Alcatraz. Til dette sted, vi ynder at kalde dette sted "Klippen". Jeg er sikker på at I har hørt om dette sted. Wi er på en ø omgivet af frådende hav, der tilfældigvis myldrer med hajer. ... Prøv at flygte og I vil i så fald sandsynligvis ende som skeletter. Der er intet håb for nogen af jer. ... Well, undtagen for Dem, hr. protagonist og din frygtløse gruppe af venner.)
Men dramatisk eller ej så suppleres indledningen under alle omstændigheder med en liste med eksempler på de ting og figurer, hvor den pågældende trope er aktuel, og hvor de forekommer foruden gerne uddybninger af de enkelte forekomster. Også parodier og alternative varianter medtages, med mindre der da er så mange af dem, at de kan berettige egne tropes. Forekomsterne oplistes som regel i den rækkefølge, de er tilføjet, i det man ved større tropes dog som oftest sorterer efter medie. I det nævnte opslag "The Alcatraz" således efter så forskellige medier som "Anime and Manga", "Film", "Tabletop Games" og "Western Animation" (anime og manga, film, brætspil og vestlig animation).
Også virkeligheden berøres berøres under overskrifterne "Real Life" (det virkelige liv) og "Truth In Television" (sandhed i fjernsynet). Umiddelbart betragtet støder det noget mod ideen om, at tropes er noget, der hører hjemme i fiktion. Men faktum er at mange velkendte ting fra fiktion også forekommer i virkeligheden. At der under "Screw The Rules, I Have Money!" (Skråt op med reglerne, jeg har penge!) er oplistet omkring et dusin virkelige eksempler siger for eksempel nok mere om virkeligheden end om fiktion...

### Medier
En anden stor gruppe af opslag omhandler bestemte film, tv-serier, romaner, mangaer, videospil, eventyr etc. Også forskellige religioner som f.eks. den nordiske mytologi behandles her.
Et sådan opslag indledes med en synopsis og en mindre omtale af den givne ting. Derunder oplistes de tropes, der forekommer, i alfabetisk rækkefølge. I nogle tilfælde vil der blot være nævnt de figurer, en given trope berører, mens andre er mere uddybet.
Som et eksempel på en sådan trope-liste, der tillige illustrerer de blandede navngivningstraditioner, kan nævnes dette uddrag fra opslaget om Olsen-Banden:
- Catch Phrase: "Guys, I have a plan."
- Germans Love David Hasselhoff: For unknown reasons, very popular in eastern Germany. Allegedly the people of the DDR liked it because they saw it as a tale of "the little man vs. the system".
- Noodle Implements: Most of Egon's plans involve all sorts of baroque requisites. A typical example: "One umbrella, one small candle, one copy of the Communist newspaper and a piece of smelly old cheese".

- (Yndlingsudtryk: "Jeg har en plan"
- Tyskere elsker David Hesselhoff: Af ukendte årsager, meget populær i Østtyskland. Angiveligt kunne folk i DDR lide det fordi de så det som en fortælling om "den lille mand vs. systemet".
- Nudelingredienser: De fleste af Egons planer involverer alle mulige slags barokke hjælpemidler. Et typisk eksempel: "En paraply, et lille stearinlys, et eksemplar af Land og Folk og et stykke gammel ost".)

Disse opslag fik tidligere bare samme navn som den film, roman etc. de handler om. I takt med TV Tropes's vokseværk har man dog besluttet at sortere dem efter oprindeligt medie, f.eks. "Manga: He Is My Master".
En del opslag vokser sig så store, at det bliver aktuelt med undersider. Typiske eksempler er YMMV, "Your mileage might vary" (din målestok kan variere) til mere subjektive ting, Characters (figurer) til lister over figurerne og WMG, "Wild Mass Guessing" (vilde gætterier) hvor der spekuleres i ting, der ikke forklares umiddelbart.

### Andre opslag
En mindre gruppe af opslag, der imidlertid løbende refereres til, er hvad man under et kan betegne som begreber. Det kan være ting, som en film etc. bærer præg af (f.eks. "Did Not Do The Research" (gjorde ikke research)) eller har fået af reaktioner (f.eks. "What Do You Mean Its Not For Kids" (hvad mener du med at det ikke er for børn?)). Andre er mere praktiske som de tidsbestemmende "Older Than Television/Radio/Steam/Print etc." (Ældre end fjernsyn/radio/damp/tryk etc.)
Til praktisk orientering findes "Useful Notes" (Nyttige noter) om forskellige emner hvor lidt mere seriøs information kan være nyttig. Det kan f.eks. være om lande der beskrives som de er i virkeligheden uden brug af tropes. Til gengæld findes der så andetsteds netop tropes om forskellige landes, landegruppers og folkeslags optræden i fiktion. Afhængigt af sidstnævntes omfang kan det få lidt pudsige følger. Således er der f.eks. et regulært opslag om Danmark, mens selvsamme land i "Hollywood Atlas" sammen med en flok andre nordeuropæiske lande som trope skal findes under "Norse By Norsewest" (Norsk til norskvest. Navnet stammer fra videospillet Lost Vikings 2: Norse by Norsewest).
Knap så praktisk og utvivlsomt mere kontroversielt er gruppen af subjektive tropes. Brugerne kommer med mange forskellige baggrunde, forventninger og synspunkter, og selv om det søges holdt i ave, kan farvede og lige lovlig generaliserende opfattelser ikke undgå at komme til udtryk. Nogle er venligt mente som "Crowning Music Of Awesome" om rigtig god musik, mens andre som "Sequelitis" om måske ikke helt perfekte efterfølgere uundgåelig vil støde dem, der kan klare sig med mindre end det perfekte. Så det kan næppe undre, at et standardudtryk lyder, at man ikke skal "Complaining About Shows You Don't Like" (beklage sig over ting man ikke kan lide). Noget nogle brugere ikke desto mindre gør alligevel både i selve de subjektive tropes og opslagene om de enkelte film, serier etc. Af samme årsag arbejdes der derfor på at flytte de subjektive ting til særlige undersider under overskriften YMMV, "Your mileage might vary" (din målestok kan variere).
Aldeles neutralt er til gengæld gruppen af index, der bruges til at sortere de forskellige tropes og andre opslag efter emne. Efter behov kan de være tilknyttet et eller flere index, der giver sig til kende som lyseblå bokse nederst på siderne. Selve indekseringen sker ved tilføjelse til listen på den relevante index-side.

## Internt og brugere
Foruden alt det ovennævnte læserorienterede findes der også forskellige sider til intern brug med vejledninger, retningslinjer, værktøjer osv. Til kommunikation findes diskussionssider i tilslutning til opslagene, et forum og den velbesøgte side med forslag til nye tropes "You know, that thing where..." (Du ved, den ting hvor...) Sidstnævnte er en hyppigt brugt fremgangsmåde, når nye tropes skal kreeres, ikke mindst fordi andre kan supplere med eksempler fra starten eller eventuelt stoppe den, hvis en tilsvarende trope allerede eksisterer. Indimellem ses det dog også at forslag stoppes, hvis de omhandler noget, der er for almindeligt, populært kaldet "People sit on chairs" (Folk sidder på stole), eller for kontroversielt. Derimod benyttes den ikke ved oprettelse af opslag om bestemte film etc.
Et andet flittigt benyttet område er "Trope Repair Shop" til opslag, der trænger til en kærlig hånd. Det kan være f.eks. tropes, hvor mange eksempler ikke passer med definitionen, folk har forskellige opfattelser af hvad en given trope er tiltænkt, eller det kan være tropes, hvis navne er uklare.
For at redigere kræves generelt oprettelse som bruger. I modsætning til de fleste andre steder med brugeroprettelse kræves dog ikke angivelse af e-mail, en cookie på brugerens computer rækker.